# Łała
Łała (ros. Лала) – rzeka w Rosji, w obwodzie archangielskim i kirowskim, prawy dopływ Łuzy (dorzecze Dwiny).

Długość rzeki wynosi 172 km, powierzchnia dorzecza 1010 km². Rzeka płynie przez pagórkowaty teren, jej źródła znajdują się na wzgórzach na południe od miasta Koriażma w obwodzie archangielskim. Najpierw płynie w kierunku wschodnim, później skręca na południe, następnie w obwodzie kirowskim przepływa przez osiedle typu miejskiego Łalsk i wpada do rzeki Łuzy. Jest zasilana głównie przez wodę z topniejącego śniegu. Średni przepływ rzeki na 16 km od ujścia wynosi 11,4 m³/s, największy 278 m³/s (w maju), najmniejszy 0,18 m³/s (w lutym).